# کمارن
کامارن (به فرانسوی: Commarin) یک کمون در فرانسه با جمعیت ۱۲۹ نفر است که در Canton of Pouilly-en-Auxois واقع شده‌است.